# Гавар (административная единица)
Гава́р(арм. գավառо файле [ɡɑvɑ́r]; грабар գաւառ (gawaṙ)) — вторая по величине, после ашхара, административно-территориальная единица деления Древней Армении. На русский язык армянский гавар иногда переводят как «уезд».
Согласно Дьяконову, сама природа Армянского нагорья способствовала изначальному территориальному подразделению древних армян, поэтому Армянское нагорье, как и горы Загроса, распадается на гавары − замкнутые долины и отрезки долин, причём в древности их замкнутость ещё усугублялась густыми зарослями и лесами, покрывавшими горные склоны и загромождавшими ущелья и перевалы. Ещё до образования на Армянском нагорье государственных структур, племя, которое расселилось бы в двух или трёх долинах, по Дьяконову, не могло бы постоянно осуществлять своё организационное единство, кроме как в исключительных случаях, например, образовании временных военных союзов.
Окончательному оформлению древнеармянских гаваров также поспособствовали стратиги. Древняя Армения, как и Персия и Селевкидское царство, делилась на стратигии. Каждый гавар возглавлял царский наместник стратег. В дальнейшем стратигии в Великой Армении получили название гавар. Количество гаваров в разные периоды составляло от 120 до 200, объединенных в 15 ашхаров/нахангов.